# Coleophora alniella
Coleophora alniella é uma espécie de mariposa do gênero Coleophora pertencente à família Coleophoridae.